# Канада на зимних Олимпийских играх 1928
Канада принимала участие в зимних Олимпийских играх 1928, и заняла 5-е место в общекомандном зачёте.

## Медалисты
| Медаль | Спортсмен | Вид спорта | Дисциплина |
| ------ | --- | ---------- | ---------- |
| Золото | Джозеф Салливан Росс Тэйлор Джон Портер Луис Хадсон Дэвид Троттье Норберт Мюллер Герберт Плэкстон Фрэнк Салливан Фрэнк Фишер Роджер Плэкстон Чарльз Делэхэй Хаг Плэкстон | Хоккей     | Мужчины    |